# Swoon (album)
Pour les articles homonymes, voir Swoon (homonymie).
Albums de Prefab Sprout
Steve McQueen
(1985)
Swoon est le premier album de Prefab Sprout, sorti en 1984.

## L'album

### Titres
Tous les titres sont de Paddy McAloon.
1. Don't Sing (3:53)
2. Cue Fanfare (4:06)
3. Green Isaac (3:31)
4. Here on the Eerie (4:00)
5. Cruel (4:20)
6. Couldn't Bear to Be Special (3:49)
7. I Never Play Basketball Now (3:40)
8. Ghost Town Blues (3:21)
9. Elegance (3:45)
10. Technique (4:38)
11. Green Isaac II (1:30)

### Musiciens
- Paddy McAloon : voix, guitares, claviers
- Martin McAloon : basse
- Wendy Smith : voix, guitares, claviers
- Neil Conti : batterie, percussions